# Procès de la Weltbühne
 (signalé en mai 2025).
Si vous disposez d'ouvrages ou d'articles de référence ou si vous connaissez des sites web de qualité traitant du thème abordé ici, merci de compléter l'article en donnant les références utiles à sa vérifiabilité et en les liant à la section « Notes et références ».
- Archive Wikiwix
- Bing
- Cairn
- DuckDuckGo
- E. Universalis
- Gallica
- Google
- G. Books
- G. News
- G. Scholar
- Persée
- Qwant
- (zh) Baidu
- (ru) Yandex
- (wd) trouver des œuvres sur Wikidata

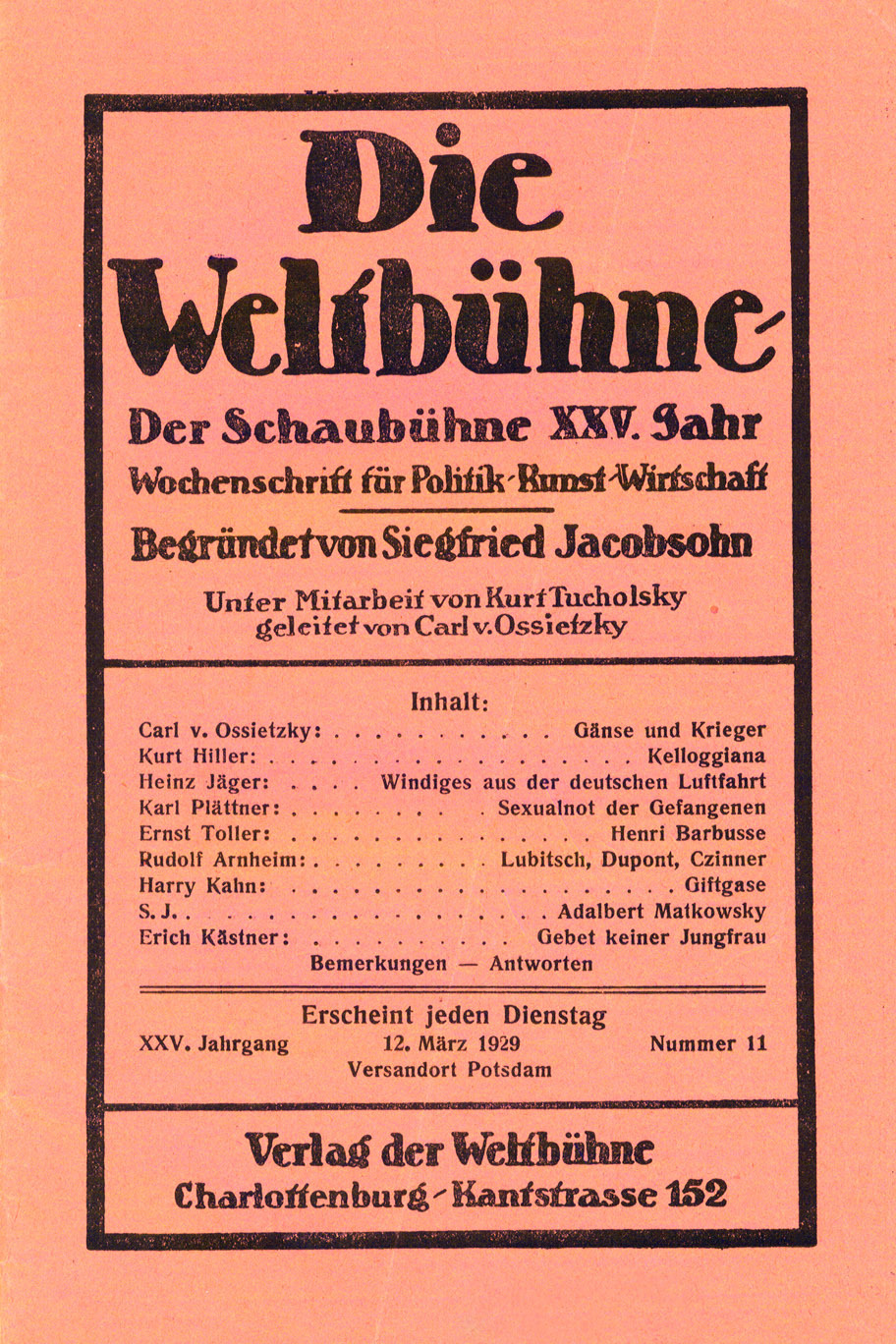
Couverture du journal allemand "Die Weltbühne"

Le procès Weltbühne constitue une importante procédure pénale intentée, sous la République de Weimar, contre les organes de presse et des journalistes critiques à l'égard du réarmement allemand. Carl von Ossietzky, rédacteur en chef de l'hebdomadaire Die Weltbühne, et Walter Kreiser, journaliste et expert en aviation, sont inculpés de trahison et de trahison de secrets militaires. Ils sont chacun condamnés, en novembre 1931, à 18 mois de prison par la quatrième chambre criminelle de la Cour du Reich à Leipzig.
En raison du sujet, à savoir la reconstitution clandestine d'une armée de l'air allemande, et de l'atteinte à la liberté de la presse mise en jeu à travers l'acte d'accusation, le procès provoque un fort intérêt tant en Allemagne qu'à l'étranger. Une reprise de la procédure devant les tribunaux allemands échoue en 1992.